# Olenivka, Fastiv
Olenivka (în ucraineană Оленівка) este o comună în raionul Fastiv, regiunea Kiev, Ucraina, formată numai din satul de reședință.

## Demografie
Componența lingvistică a comunei Olenivka
     Ucraineană (96,15%)
     Rusă (3,41%)
     Alte limbi (0,45%)
Conform recensământului din 2001, majoritatea populației comunei Olenivka era vorbitoare de ucraineană (96,15%), existând în minoritate și vorbitori de rusă (3,41%).